# زبان مرد (فیلم)
زبان مرد (به هندی: Mard Ki Zabaan) فیلمی محصول سال ۱۹۸۷ و به کارگردانی کی. باپایا است. در این فیلم بازیگرانی همچون درمندرا، جکی شروف، پونام دیلون، کیم کاتکار، آسرانی، پریم چوپرا، شاکتی کاپور ایفای نقش کرده‌اند.